# 芒果街上的小屋

译林出版社版本封面

《芒果街上的小屋》（英语：The House on Mango Street）是由美籍墨西哥裔女作家桑德拉·希斯内羅絲（Sandra Cisneros）於1984年出版的詩化中篇小說，全球銷量近六百萬冊，有十餘種譯本及有聲讀本面世。其顯淺的文字及深刻的內容除吸引讀者間的評論外，亦引起了學術界對它的興趣。

## 出版經過
此書於1984年由專門出版拉丁美裔文學作品的Arte Publico Press出版，並於翌年獲得Before Columbus Foundation 舉辦的American Book Awards。1989年收入著名文學類教科書Norton Anthology of American Literature的第三版中。1991年由美國著名出版社藍燈書屋取得版權，並以旗下Vintage Book的形式出版。1994年獲得有名的Alfred A. Knopf（簡稱AAK）出版社為其出版10周年紀念硬片本。

## 故事撮寫
女主角埃斯佩朗莎（Esperanza）由墨西哥遷往美國芝加哥拉丁市區的芒果街，在這裡她有了一個新的居所，但卻仍然不是她理想的家。她開始結交新的朋友，和住在這個社區的不同的人接觸。這些人這些事都對這個小女孩的成長有著不同程度的影響，或是改變了她對異性的看法、或是加強了她對未來的渴求等。隨著年歲的增長，雖然她面對過不同的傷害，但這些事都使她變得成熟，有自己的想法，並且希望爭取自己的生活及夢想。

## 評價
這部小書的內容引起不同的評價，包括：
- 對男性的控訴及對女性悲劇性生活的描寫

雖然書中的男性角色並不全是壞人，但書的後半部份卻有好幾個故事（第31、32、33、37及40篇等）都用婉謝的筆觸，描寫了被丈夫或父親拘禁或虐打的女性故事，主角亦多次被男性強吻等。這種描寫使居住在拉丁區的男性感到被抹黑，醜化了他們的形象。書中女性的悲慘命運亦引起女性主義者的反感，批評作者沒有大膽地指責這些行為而選擇啞忍。
- 比喻的運用

書中有多個比喻引起不同人的猜測。例如作者希望得到的「小屋」就被指為一個自由及理想的生活；「四棵小樹」是作者對生存充滿希望的象徵等。書中某些角色的名字亦包含了不同的典故。這些比喻充滿了整部作品，增加了小書的深度。
- 教育小說的脈絡

有論者認為這本書具備了教育小說的脈絡。例如作者對身份及姓名的認同、心路歷程的改變、及對不同事的妥協及否認等。但亦有人認為這本書的篇章短、對人物的描寫不深刻，主角最後亦沒有對社會建制達成妥協而否定這種說法。

## 中文翻譯
本書分別有兩種的中文譯本，分別為繁體字版及簡體字版，資料詳列如下：
- 繁體字版：《我家住在4006芒果街》
  - 繪者：王亞棻 譯者：Baby Sui（徐千菱）
  - 發行資料：探索出版有限公司於2002年出版

這個版本的風格呈繪本形式，每個章節均有相關插圖。內頁色彩鮮艷，或配以不同顏色的底紙輔助。譯者徐千菱翻譯此書時僅得十三歲，曾引起媒體及業界廣泛報導。這個版本最為人垢病的問題是內文多有缺漏，包括原文中整句沒有翻譯（例如第41章首段最後一句就缺少了），而全文44章中亦有2章沒有翻譯。翻譯取向近乎童趣，如多用疊字及口語等。
- 簡體字版：《芒果街上的小屋》
  - 插圖：友雅 譯者：潘帕
  - 發行資料：南京譯林出版社於2006年出版

這個版本插圖數目僅有十餘幅，用三色印刷。兼備譯文及英文原文，書中多處有譯者的注腳，書末亦有導讀及介紹。出版社於出版此書前建立了一個博客〈芒果街上的小屋〉，收錄選篇及書評等。

## 外部連結
- 芒果街上的小屋書評 （页面存档备份，存于） - 豆瓣 （页面存档备份，存于）
- Sparknotes 分析 （页面存档备份，存于）
- Notes on The House on Mango Street